# 瓦萨学院
瓦萨學院（英語：Vassar College）是在美国纽约州波啟浦夕市的一所私立，男女同校的文理學院，校园是由超过1,000亩（4.0平方公里）的土地和100多栋建筑组成，其中包括两个美國國家歷史名勝，建筑风格迥异，由学院哥特式到国际样式不等，建筑的设计时间跨度超过了学院的历史，前后由一批优秀的建筑师完成，包括小詹姆斯·倫威克、埃罗·萨里宁、马塞尔·布鲁尔和西薩·佩里。瓦萨學院还是一个树木园，校园现存有200多个品种的树木，是原生植物的保留地和一个占地400英亩（1.6平方公里）的生态保护区。

## 历史

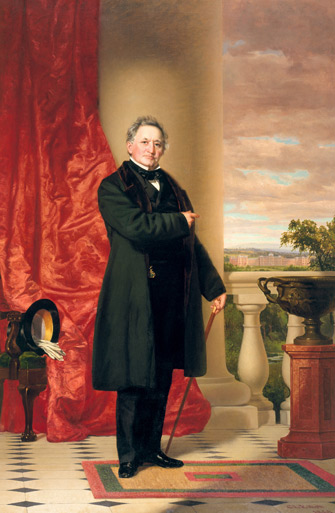
马修·瓦萨

瓦萨最初作为女子学院（Women's colleges）始建于1861年，并在1969年开始实行男女同校。
瓦萨是七姐妹院校中的第一所严格为妇女开设的高等教育学校，历史上曾是常春藤盟校的姐妹机构。它的建造者是同名的啤酒制造师马修·瓦萨（Matthew Vassar），始建于1861年，位于纽约北大约70英里（115公里）的哈得逊河谷。天文学家玛丽亚·米切尔于1865年成为第一位被委任为瓦萨教师的人。瓦萨學院从1969年开始实行男女同校。其实，紧随第二次世界大战之后，依据军人权利法案（G.I.Bill）的规定，瓦萨學院接受了极少数的男学员。由于瓦萨的章程拒绝男性学生，这些男性毕业生得到的是纽约州立大学的文凭。在学院正式成为男女同校之后，这些文凭又以瓦萨的名义重新补发。瓦萨正式成为男女同校的决定产生在学院理事拒绝与耶鲁大学，它的兄弟机构合并的提议之后，虽然当时盛行的是历史上所有的男性常春藤盟校和七姐妹同行之间的兼并浪潮。

瓦萨校园同样也是一个植物园，1000亩（4.0平方公里）的土地上遍布着过去和现代的建筑。翻修的图书馆拥有丰富的馆藏，还包括了阿爾伯特·愛因斯坦、玛丽·麦卡锡（Mary McCarthy）和伊丽莎白·毕晓普的特藏。

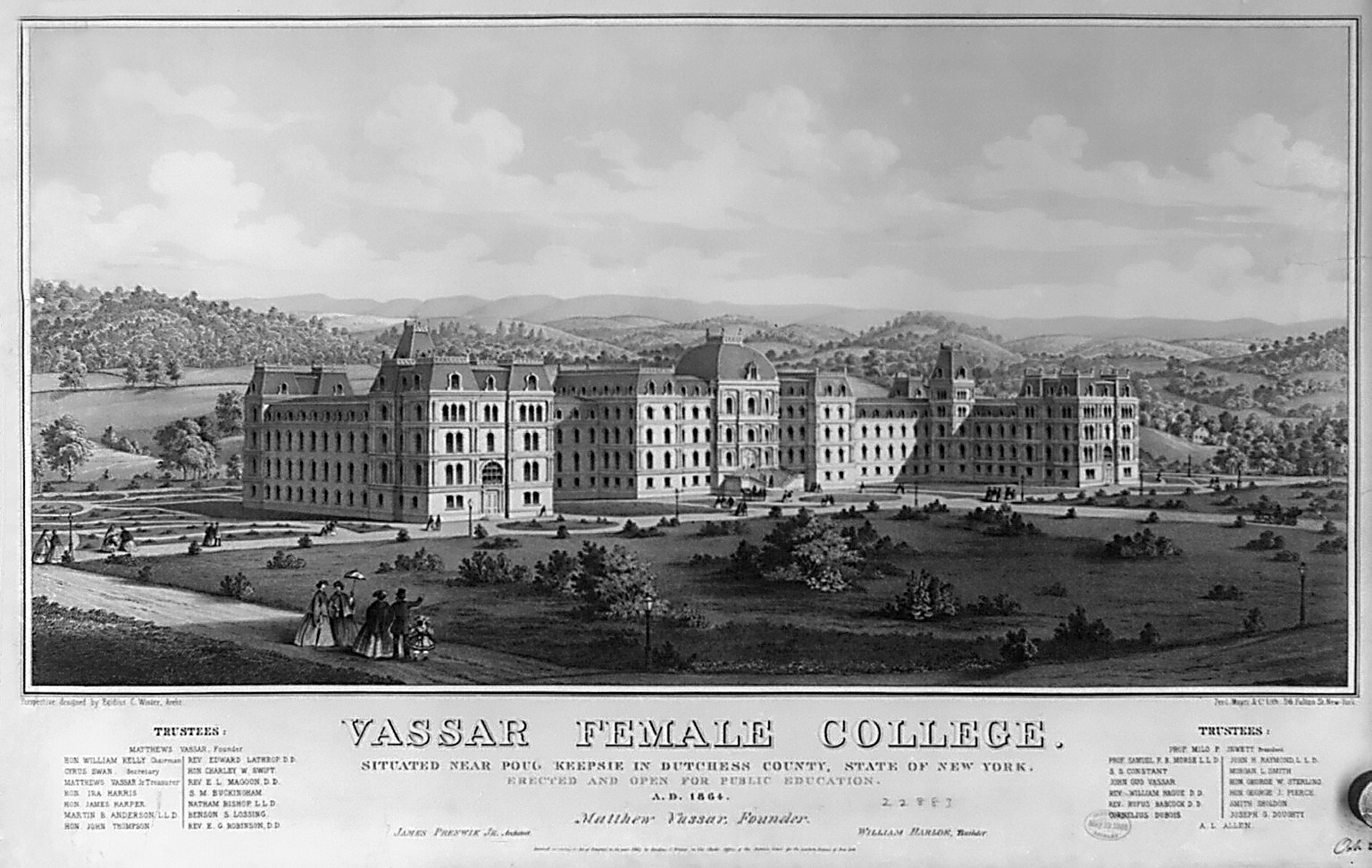
瓦萨学院主楼，建于1861年，由名建筑师James Renwick,Jr.设计。在美国国会大厦建成之前，它是全美室内面积最大的建筑

在它的早期，瓦萨學院与新教的社会精英紧密相连。E.Digby Baltzell写道：“社会上层信奉新教的美国家庭多把孩子送哈佛大学、普林斯顿大学、耶鲁大学和瓦萨學院去接受教育。”富兰克林·德拉诺·罗斯福在成为美国总统之前，也是瓦萨學院的一名理事。
目前大约有2400名学生就读瓦萨，98％的学生住在校园内。约60％的学生来自公立高中，40％来自私立学校（独立学校和教会学校）。瓦萨目前有57％的女性和43％的男性，比例在全国文科院校中属于平均水平。教职工有290余人，几乎都持有博士学位或等价的资质证书。师生比例为1:8，平均班级人数为17。
在最近的大一课堂中，有色人种的学生占预科生的25-33%，来自超过50个国家的国际学生占学生总体的10%。在2007年5月，瓦萨學院未能履行实现教育多样化和公平的承诺，转而采取了“需求回避政策”（Need-blind admission），即学生依靠自身的学业表现和个人品质获得录取，校方将不考虑学生的经济状况。
瓦萨校长弗朗西斯·D·弗格森担任校长职务已有20年。她在2006年的春天退休，由威廉姆斯學院前教务长凯瑟琳·邦德·希尔（Catharine Bond Hill）接任瓦萨校长职务。

## 学术
瓦萨學院在50多个专业授予文学士学位，其中包括独立专业。学生可以自行设计一个专业，也可以是多学科和跨学科的研究领域。学生还可以参加自我教学语言计划（SILP）。学院开设有印地语、爱尔兰/盖尔语、韩语、葡萄牙语、斯瓦希里语、瑞典语、土耳其语、意第绪语等课程。瓦萨學院有灵活的课程安排，旨在拓宽研究的广度。虽然各研究领域具有专业的具体要求，但是毕业唯一的通识要求是精通一门外语，修一门数理经济类课程，一门大一写作课程。瓦萨还大力鼓励学生出国留学，学生通常利用大三的一或两个学期出国学习。学生（通常是大三学生），可以申请一年或一个学期的离校，无论是在美国还是在国外。瓦萨學院在中国，英国，法国，德国，希腊，爱尔兰，意大利，土耳其，墨西哥，摩洛哥，西班牙和俄罗斯都有赞助项目，当然，学生也可参加其他院校所提供的预先审核项目。学生也可向美国各机构申请已被批准的项目，包括与传统黑人大学的交流和十二校交换项目。
瓦萨學院所有课程均由教师任教，没有毕业生或教师助理。从绝对数量上看，最受欢迎的专业是英文系、政治学、心理学、经济学和生物学。瓦萨还提供了多种相关的深入教育项目和辅修科目，以进行许多学科的深入研究。

### 排名
在2013年《美国新闻与世界报道》的年度大学排名中，瓦萨學院被归类评价为“最值得选择的大学”，在全美最好的文理学院中排名第10，在“最具价值”分类中排名第3。2012年，《福布斯》在美国最好大学的排名中将瓦萨排在第20位，该排名中包括了军事院校，综合类大学和文理学院。《吉普林个人理财》在2012年度美国最具价值文理学院排名中将瓦萨學院放在了第9位。
在《基督教科学箴言报》上的一篇有关大学排名的文章中，瓦萨校长凯瑟琳·邦德·希尔（Catharine Bond Hill）主张这些排名“将始终被限制在他们能告诉消费者的方面上。高等教育排名部分目的应该是提醒学生和他们的家庭，这些排名只不过是在选择去哪所大学时应该考虑的一个因素。而在这些决定中，无形的因素也会并且应该起到一定的作用，但是那并不意味着我们不应该考虑有形的表面上的因素。”

### 招生情况
对于2016级学生（2012年入学），瓦萨學院收到了7908份申请，接受了其中的1806份（22.8%）。最终录取人数是660人，入学率（入学学生占录取学生的比率）为36.5%。在班级排名方面，70％的入学新生在高中班级排名前10%，95％排在前四分之一。2016级学生平均SAT分数分别为批判性阅读704，数学690，写作699。而中间50％的SAT分数范围为批判性阅读660-750，数学650-740，写作650-750。ACT的平均综合得分为30.7，中间的50％得分范围为29-32。2016级新生中女性占55.3％，男性占44.7％，包括来自美国46个州，华盛顿特区，美属维尔京群岛，和31个国家（国际学生占新生人数的14.1％）的学生。
|                  | 2022      | 2021      | 2020  | 2019      | 2018      | 2017      | 2016      | 2015      |
| ---------------- | --------- | --------- | ----- | --------- | --------- | --------- | --------- | --------- |
| 申请者           | 11,412    | 10,884    | 8,663 | 8,961     | 8,312     | 7,746     | 7,284     | 7,556     |
| 录取人数         | 2,129     | 2,193     | 2,126 | 2,127     | 2,043     | 1,842     | 1,964     | 1,947     |
| 录取率           | 18.7%     | 20.1%     | 24.5% | 23.7 %    | 24.6%     | 23.8%     | 27.0%     | 25.8%     |
| 入学人数         | 681       | 679       | 594   | 691       | 685       | 625       | 659       | 667       |
| SAT 中-50% 范围* | 1420-1540 | 1420-1540 |       | 1380-1500 | 1370-1510 | 1370-1510 | 1330-1500 | 1330-1490 |
| ACT 中-50% 范围  | 32-34     | 32-34     |       | 31-34     | 31-33     | 31-33     | 30-33     | 30-33     |

### 毕业去向
超过85%的学生打算在毕业后继续深造，而事实上，70%的学生最终选择了继续深造。在申请医学院的高年级生中，75%得到了入学资格，这一比例在申请法学院的学生中更高，为86%。瓦萨学院有一个由三千多位校友组成的数据库，学生们可以在那里寻求有关职业生涯的建议和广泛的机会。

## 学生生活

### 运动

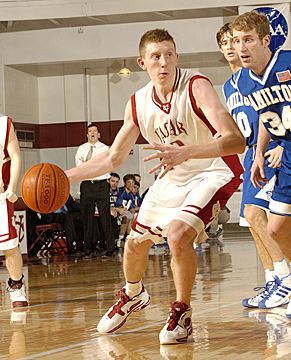
瓦萨的男子篮球代表队是最受粉丝欢迎的球队之一

瓦萨体育代表队，被称为Brewers，在NCAA第三赛区竞争，是自由联盟的成员。瓦萨学院目前培养以下代表队运动员：篮球，棒球，越野，击剑，曲棍球（女），高尔夫球（仅限女性），曲棍球，赛艇，橄榄球，足球，壁球，游泳/跳水，网球，田径，和排球。俱乐部体育包括旗舰版（男性和女性），马术队，球队，自行车队，麻瓜魁地奇，和男女同校USFSA花样溜冰队。
篮球的训练在瓦萨新建的竞技和健身中心。排球在肯扬厅训练，肯扬厅在2006年重新开放。足球，棒球，曲棍球和曲棍球都在普伦蒂斯场训练。普伦蒂斯场已经在2007年整体重新装修，设有优质的草皮，四草场，棒球场等设施。此外，在2007年，一个在肯扬大厅地下室的学校运动室开放，作为校队运动员的专用训练场。
2008年，瓦萨男排首次出现在学校的全国冠军比赛中，在半决赛上以3-0击败加州大学圣克鲁兹分校，在冠军赛中败给斯普林菲尔德。
2007年，瓦萨自行车队参与了由波基普西和纽约州新帕尔茨主办的东大学生自行车锦标赛。本次大赛包括超过100英里（160公里）的公路赛（在新帕尔茨在波基普西Shawangunk山脉）以及仅仅环绕学校一个街区的Criterium。
一个有争议的举动：2009年11月5日，田径部为了节约开支，决定一个男子和女子赛艇队打一个为期两年的过渡赛。

### 课外组织

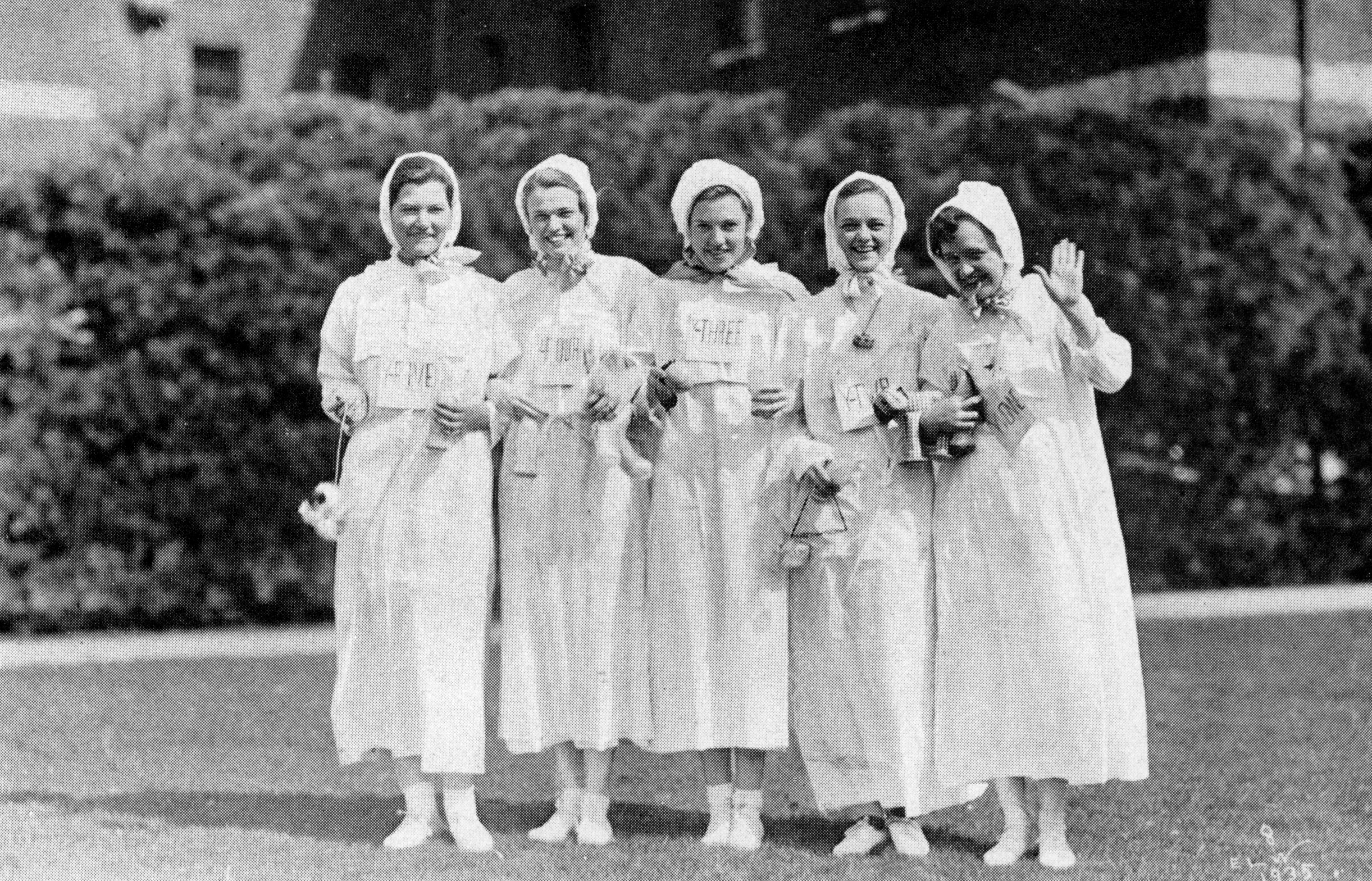
1935年，瓦萨学院的学生庆祝建校日

- 1935年，瓦萨学院的学生庆祝建校日瓦萨学生协会（VSA）的成员都是学生，为首的是VSA理事会。作为经理事会证明的学生政府立法机构，VSA为校园里所有的学生组织提供资金。VSA执行董事会代表学生监督VSA的系统运作。通过VSA选举过程选出的学生成为学院委员会的积极分子。
- 杂记新闻，成立于1866年，是历史最悠久的瓦萨学院出版物，并是美国最古老的学院周报之一。这份每个星期四出版的报纸被称为“学生之间的娱乐。该报纸已经两次获得了由哥伦比亚大学新闻学院颁发的进步者奖。
- 学院有多个政治俱乐部，包括瓦萨学院民主党人和适度，独立，保守的联盟（MICA）。
- 瓦萨之夜猫头鹰，成立于1942年，是美国最古老的女性无伴奏合唱组。她们演出于瓦萨學院、美国其他大学和国外的音乐会。夜猫子也曾被邀请在克林顿的就职典礼上演唱。夜猫头鹰的会员是通过试镜来录取的。
- 马修的吟游诗人，成立于1978年，是瓦萨第一个男女合作的无伴奏合唱组。“吟游诗人”的剧目包括了大量的歌曲，包括上世纪50年代，上世纪80年代的流行歌曲。
- Philaletheis Society是校园里是最古老的剧院组，最初作为一个文学协会成立于1865年。如今，它已成为一个完全由学生运作的戏剧团体。戏剧表演遍布整个校园，甚至包括苏珊·斯坦的湿婆剧院。该剧院还举办动力夏季戏剧工作坊系列。
- Air Cappella是“吹口哨”清唱团，组建于2005年，AirCappella就在学院外演出。在2007年和2009年，它曾代表瓦萨在北卡罗莱纳州的路易斯堡举办的国际吹哨节上演出。
- 瓦萨电影制片人，最新的课外组织之一，提供任何制作影片和视频的设备，或者非电影专业的建议，想法和制片人。
- 瓦萨魁地奇：瓦萨学院还拥有一个成功的魁地奇球队，Broooers。成立于2007年，在2008年明德学院（Middlebury College）举行的美国大学魁地奇世界杯中，Broooers获得了第二名。
- 赤脚猴子是瓦萨的马戏艺术，包括Firespinning和杂耍俱乐部。最经常在“游戏时间”、主楼或UpCDC的冬季或室内表演，赤脚猴子努力为瓦萨社区带来乐趣。
- 瓦萨绿党是瓦萨的环保团体。这个团体致力于创建真正的和持久的环保，倡议校园和更大波基普西社区采取像禁止瓶装水之类的措施，并鼓励当地决策者采取更可持续的废物管理措施。最近，该团体在校园里开设了“自由市场”。自由市场是一个商店，学生可以把自己不需要的东西捐给这个商店，其他人可以自由选取，以促进回收和减少废物。[34]

### 校园刊物

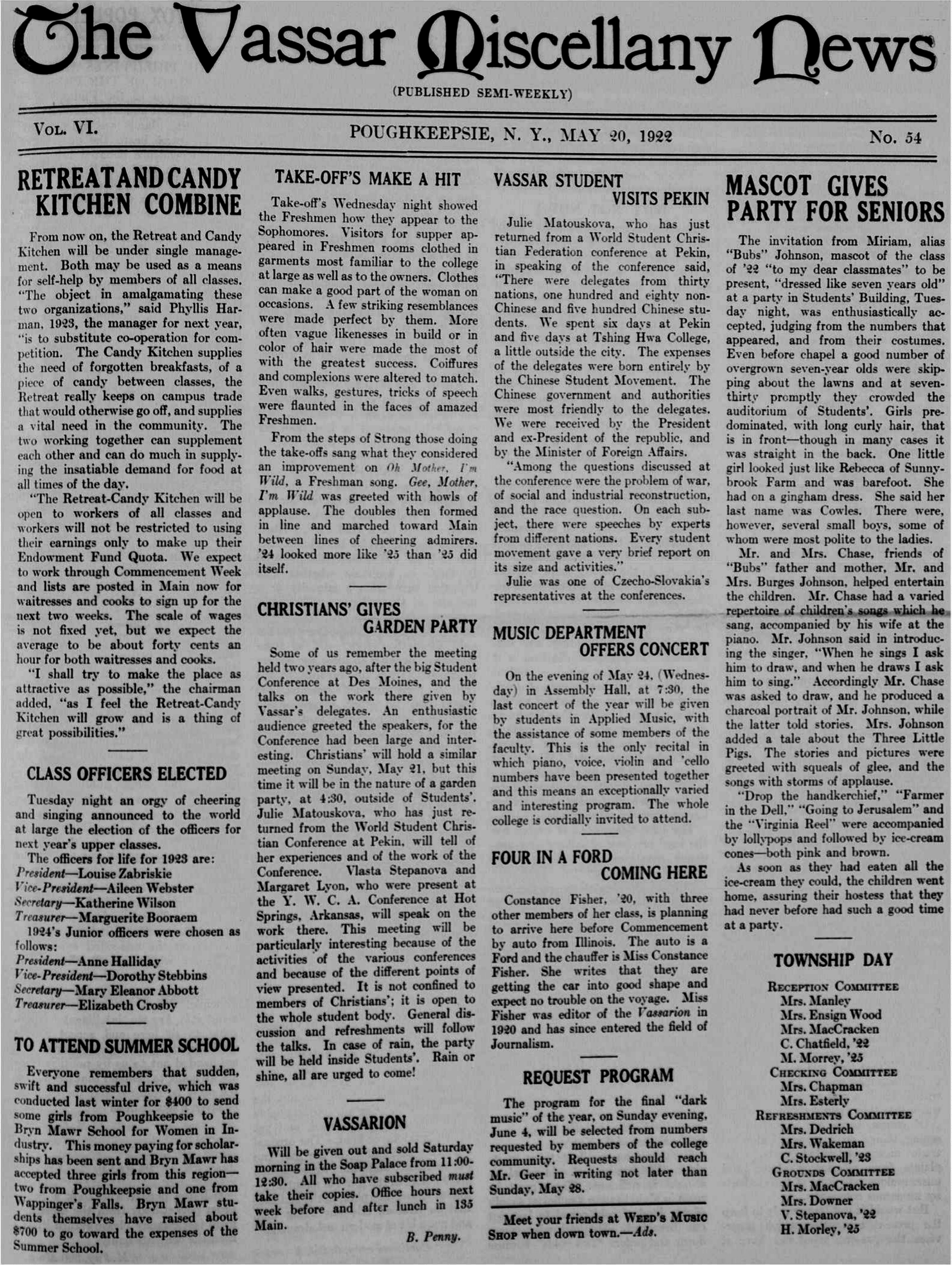
1922年的《瓦萨每日新闻》

- 1922年的《瓦萨每日新闻》《瓦萨记载》仅是学院的政治杂志，每月经MICA发行一次，旨在通过长期发布观点，在校园展开具有广度的政治对话。“纪事”是1944年至1959年和上世纪70年代出现的学生刊物的还原;现代纪事自2010年以来每月发布一期，目前拥有1000的发行量。
- 《杂记新闻》，是学院自1866年以来的周报，也是美国最古老的大学周刊之一，每周四出版，向学生免费供应。从2008-09学年起，它开始每日更新官网。
- 马德斯瓦萨 （页面存档备份，存于） 是一个学生经营的非官方的博客，创建于2007年。该网站更新内容包括与职位有关的新闻、时事和瓦萨校园文化。博客成立以来，该网站访问人次已经超过80万。连续两年，《美国新闻与世界报道》提名Mads为最佳另类媒体“paper trail”。
- 《赫利》是一年一度的文艺杂志，收录内容包括小说，诗歌，美术，摄影，散文等瓦萨学生作品。它是历史悠久的学院文学刊物。其目的是为了满足学生的需求和扩大瓦萨的文学，艺术和创意的声音。
- 《瓦萨观众》（已倒闭）长时间发表意见和评论的校园刊物，每季发布一期。但在20世纪60年代和70年代，它变得保守，并且陷入当时的校园活动纷争中。

## 建筑

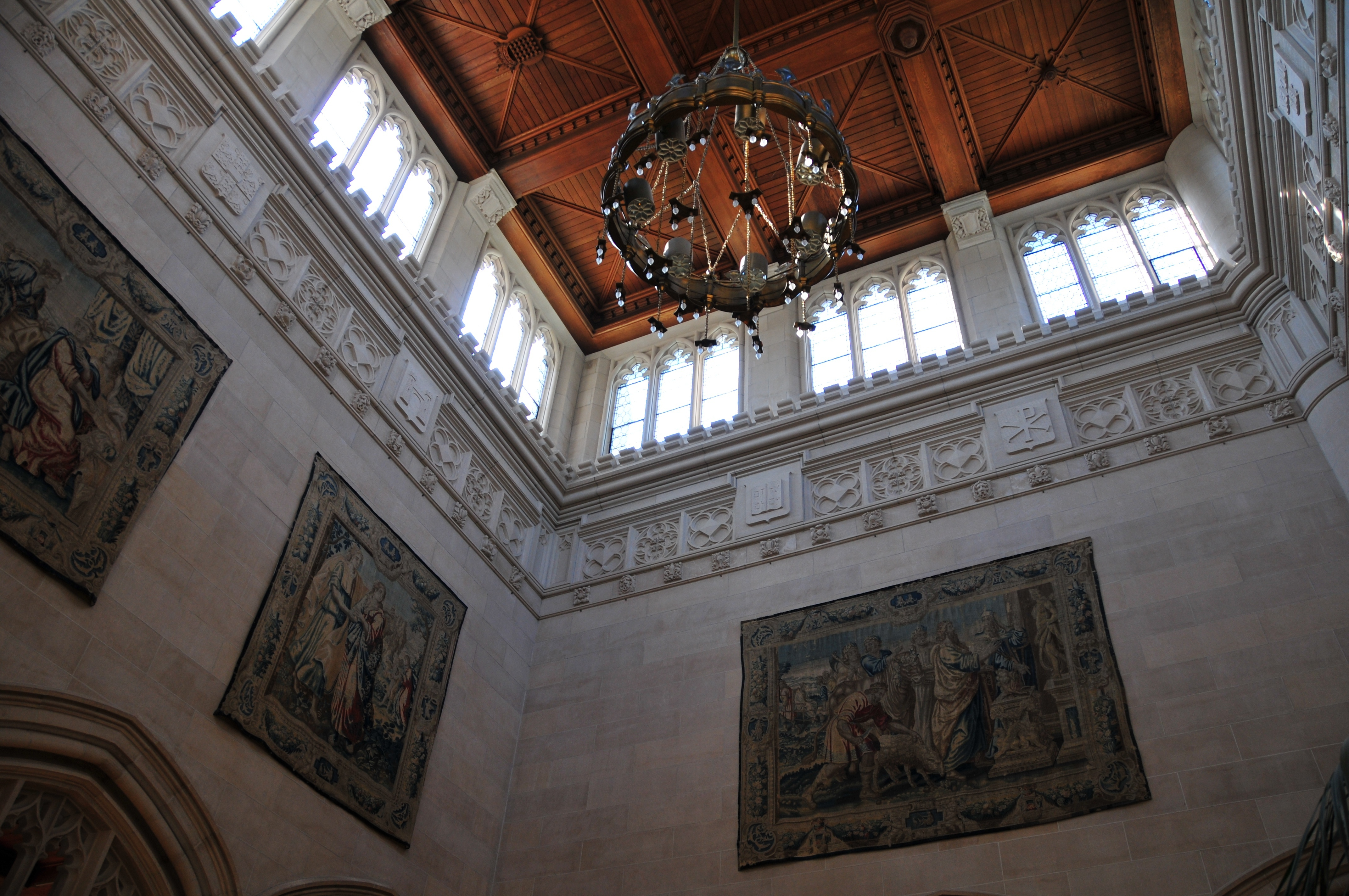
汤普森纪念图书馆的中心塔，建于1905年

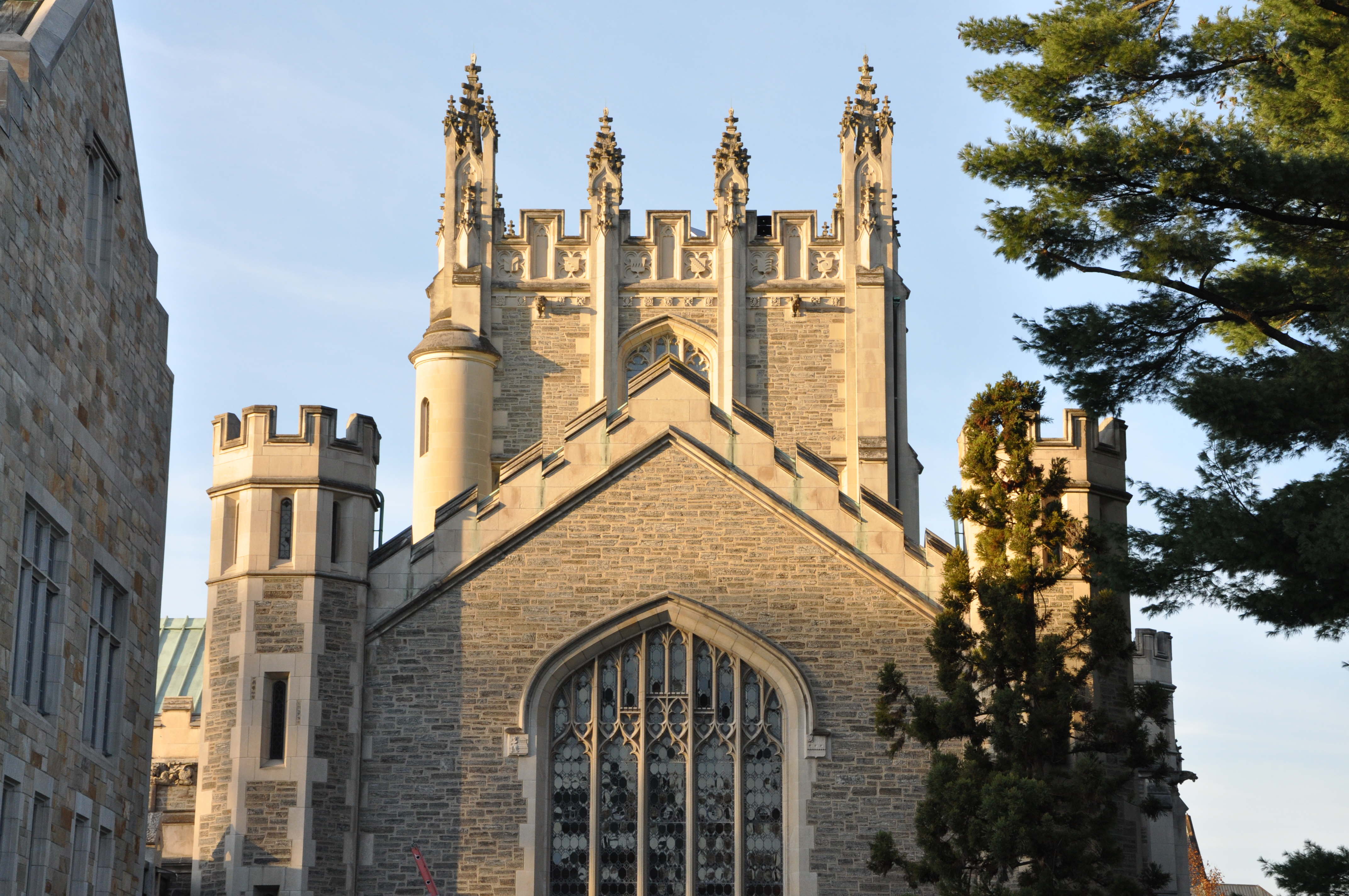
汤普森纪念图书馆的南面

瓦萨學院有许多著名建筑。主楼,曾经几乎容纳了整个学院，它包括教室、宿舍、图书馆、博物馆和食堂。主楼由史密森尼学会的建筑师小詹姆斯·伦威克设计，并于1865年完工。在这之后，学院内又建起了天文台。这两座建筑都是美国国家历史名胜。之后，学院于1915年购买了隆博特堂，这座建筑也于1982年被列为国家历史遗迹。
尽管许多古老的砖房散布在校园的各个角落，校园中仍不乏现代风格的建筑。其中有作为学生合作社活动场所的费里堂。马塞尔·布劳耶在1951年设计了费里堂。诺伊斯大厦的设计由芬兰裔美国建筑师埃罗·萨里宁完成。穆德化学大厦由佩里迪恩罗杰斯（Perry Dean Rogers）设计，整座建筑加装了被动式太阳能系统。在20世纪90年代，纽黑文的建筑师塞萨尔佩利（Cesar Pelli）设计了雷曼罗布艺术中心。2003年，佩利（Pelli）还参与了主楼大堂的翻新和艾利厅影院的升级工程。这一年，瓦薩學院投入了2500万美元将艾利厅影院升级为可以播放电影、演出戏剧的超级剧院，并将其命名为沃格尔斯坦中心。它保留了原有的19世纪60年代的样貌，但建筑结构全部是现代的。

### 图书馆

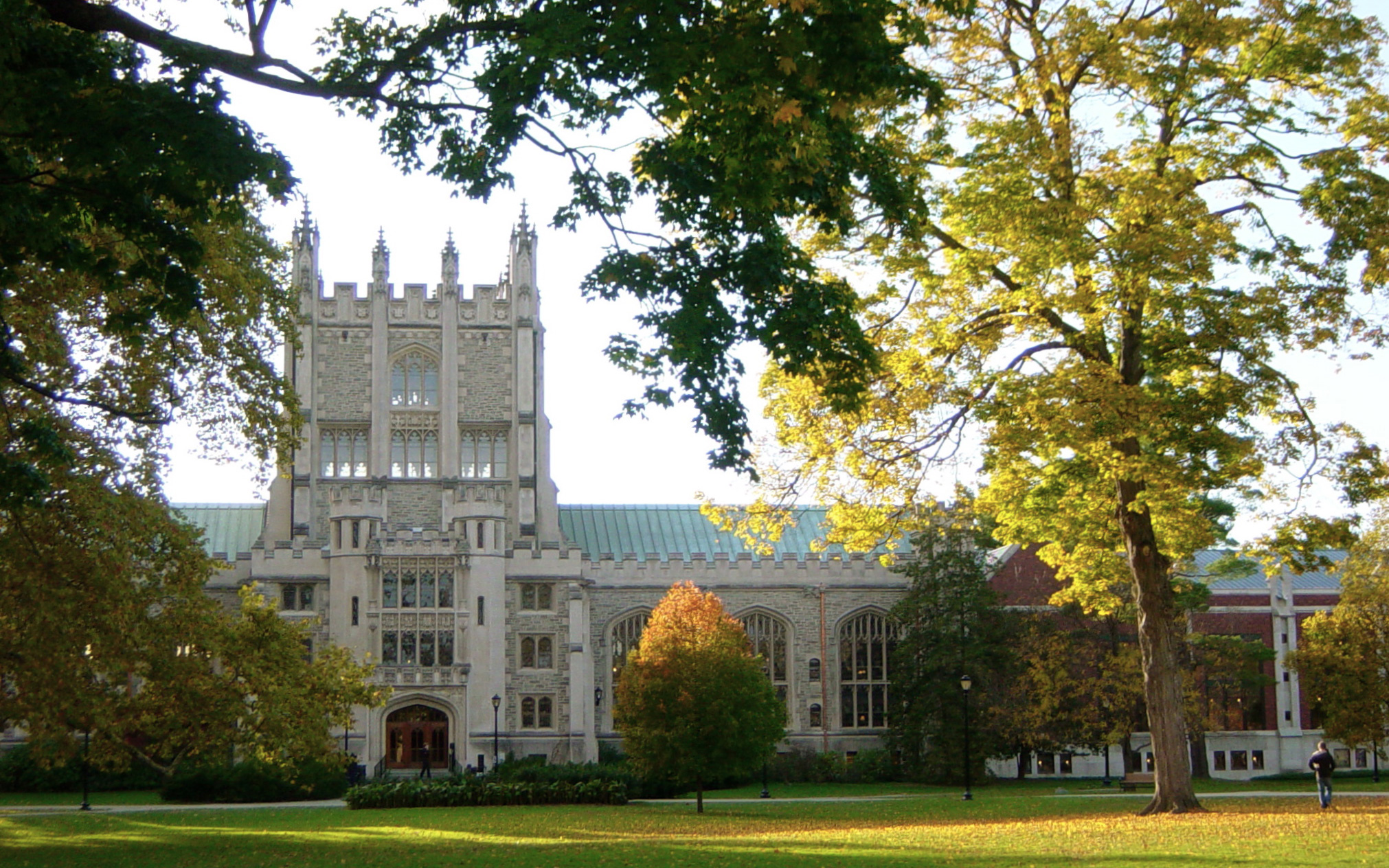
瓦萨學院汤普森图书馆

瓦萨學院目前是全美拥有最大的大学图书馆藏的大学之一，目前图书馆馆藏——实际上包括八个图书馆——包含约1,000,000卷藏书和7,500套叢書、期刊和报纸，以及大量珍贵的缩微胶卷、缩微胶片。从1943以来，瓦萨图书馆就为联邦寄存选定的美国政府文件，目前已获得联邦图书共享计划中25%的书目。自1988以来，瓦萨學院图书馆一直是纽约州的参考中心，纽约储蓄计划的一部分。图书馆也有选择性地购买并收藏联合国文件。
2001年，汤普森图书馆的装潢改造完成。2008年6月到2009年5月，Van Ingen艺术图书馆进行了内外装潢以恢复其原来的外观设计。这是自1937年建成以来该图书馆的第一次重大更新。

### 弗朗西斯雷曼罗布艺术中心

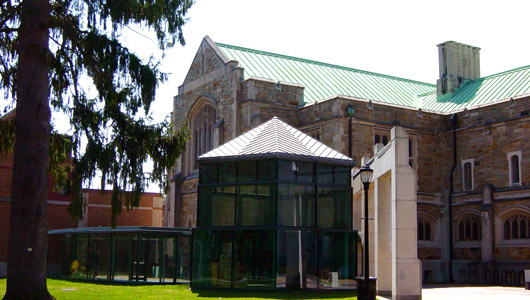
瓦萨学院是美国成立的第一所原建设计划中就包含一个完整规模图书馆的大学。弗朗西丝雷曼勒布艺术中心是目前世界上最大的学院或大学的博物馆之一，拥有超过18,000的艺术作品

Matthew Vassar（马修·瓦萨）以其关于艺术与教育的关系的名言而闻名于世：“我们应大胆地将艺术应当作一种教育的力量。”瓦萨的艺术藏品可以追溯到建校伊始。当时，他拥有大批哈得逊画派的画作，并将它们展出在学院的主楼里。展出的这些作品，被世人称作玛古收藏集，至今仍是全国最好的哈德逊画派画展之一。弗朗西斯雷曼罗布画廊展出了马修·瓦萨先生18000余藏品中的一部分，画廊位于学院主楼。
如今，画廊的藏品类型广泛，既有古代艺术，又有现代艺术。藏品的创作者既有欧洲的艺术大师，如勃鲁盖尔，多金，毕加索，巴尔蒂斯，培根，维亚尔，塞尚，布拉克，波纳尔，以及20世纪杰出美国画家的代表：杰克逊波洛克，艾格尼丝马丁，马克罗斯科，马斯登哈特利，乔治亚奥基夫，查尔斯席勒和本莎恩。罗布艺术中心收藏了一些美国最具代表性的纸质藏品。包括伦勃朗著名的版画“百盾图”和“三树图”，丢勒的画作，以及戴安阿勃丝和辛迪谢尔曼的摄影作品等。瓦萨学院的学生可以在弗朗西斯雷曼罗布艺术中心担任联络员的工作。这份工作对于资历没有特别要求，大一新生就可以申请。

## 学院的未来展望
2011年，学院计划投资1.2亿美元以升级现有的科研设施。这项计划具体包括对奥姆斯特德厅、新英格兰大厦以及桑德斯物理楼的翻新。学校还打算建一座连接奥姆斯特德厅和芳汀河的综合科研中心，以提升学校科研的现代化水平并支持跨学科合作。该工程计划于2013年5月开工。根据拟议的时间表，科研中心将于2015年9月完成。而整个工程将于2017年以穆德化学楼的拆除收尾。
戴维森堂，瓦萨的九所宿舍之一，在2008-2009学年期间进行了翻修。当时宿舍内的学生转移到学院的其余宿舍居住。在朱耶特堂之后，戴维斯堂是第二间被重新装修的宿舍。莱思罗普原定在2010-2011学年期间重新装修，但由于经济不景气，工程被迫取消。取而代之的是阶段性的一些改进。2011年，约瑟琳堂也做了改进。
学校的书店由巴諾書店经营。2009年书店曾计划搬出校园，规模扩大的书店将经营更多种类的商品，还能作为一个娱乐场地。不过，这项搬迁计划也由于财政困难搁浅。
人物

### 知名校友
- Anita Florence Hemmings (1897)：第一个非裔大学毕业生。
- 埃德娜·聖文森特·米萊（1917）：女诗人。
- 珍·韋伯斯特
- 伊丽莎白·毕肖普：女诗人。
- 葛丽丝·霍普（1928）：计算机行业先驱。
- Frances Farenthold：政治活动家。
- Bernadine P. Healy (1965)：物理学家。
- 梅麗·史翠普（1971）：女演员，奥斯卡影后。
- Chip Reid (1977)：CBS新闻的白宫首席记者。
- 安德鲁·席莫（1984）：电视名人。
- 丽莎·库卓（1985）：女演员，艾美奖得主。
- Hope Davis (1986)：女演员。
- Evan Wright (1988)：名记者、作家。
- Caterina Fake (1991)：Flickr创始人。
- Stacy London (1991)：造型师。
- Ethan Zohn (1996)：美国真人实境秀《幸存者：非洲》冠军。
- Lecy Goranson (1996)：女演员。
- 洪晃（1984）：媒体人，出版人。前夫为著名导演陈凯歌；继父为中国前外交部长乔冠华。

未从学院毕业的瓦萨知名校友有：
- 杰奎琳·肯尼迪：美国总统夫人。
- Susan Berresford：福特基金会主席。
- 简·方达：女演员，奥斯卡影后。
- 安妮·海瑟薇：女演员，奥斯卡最佳女配角。
- 凱瑟琳·葛蘭姆：《华盛顿邮报》前发行人
- 贾斯汀·隆：男演员。
- 安東尼·波登：电视节目主持。
- 薇拉·魯賓：最著名女天文學家之一。

### 著名教员
- 瑪麗亞·米切爾：女天文学家。
- Richard Edward Wilson：作曲家。

## 图库

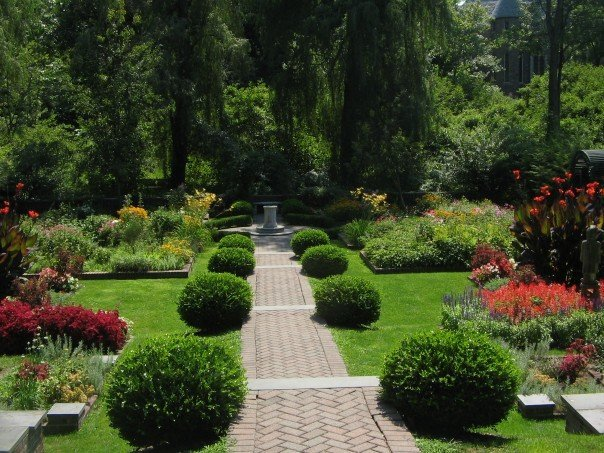
Shakespeare Garden
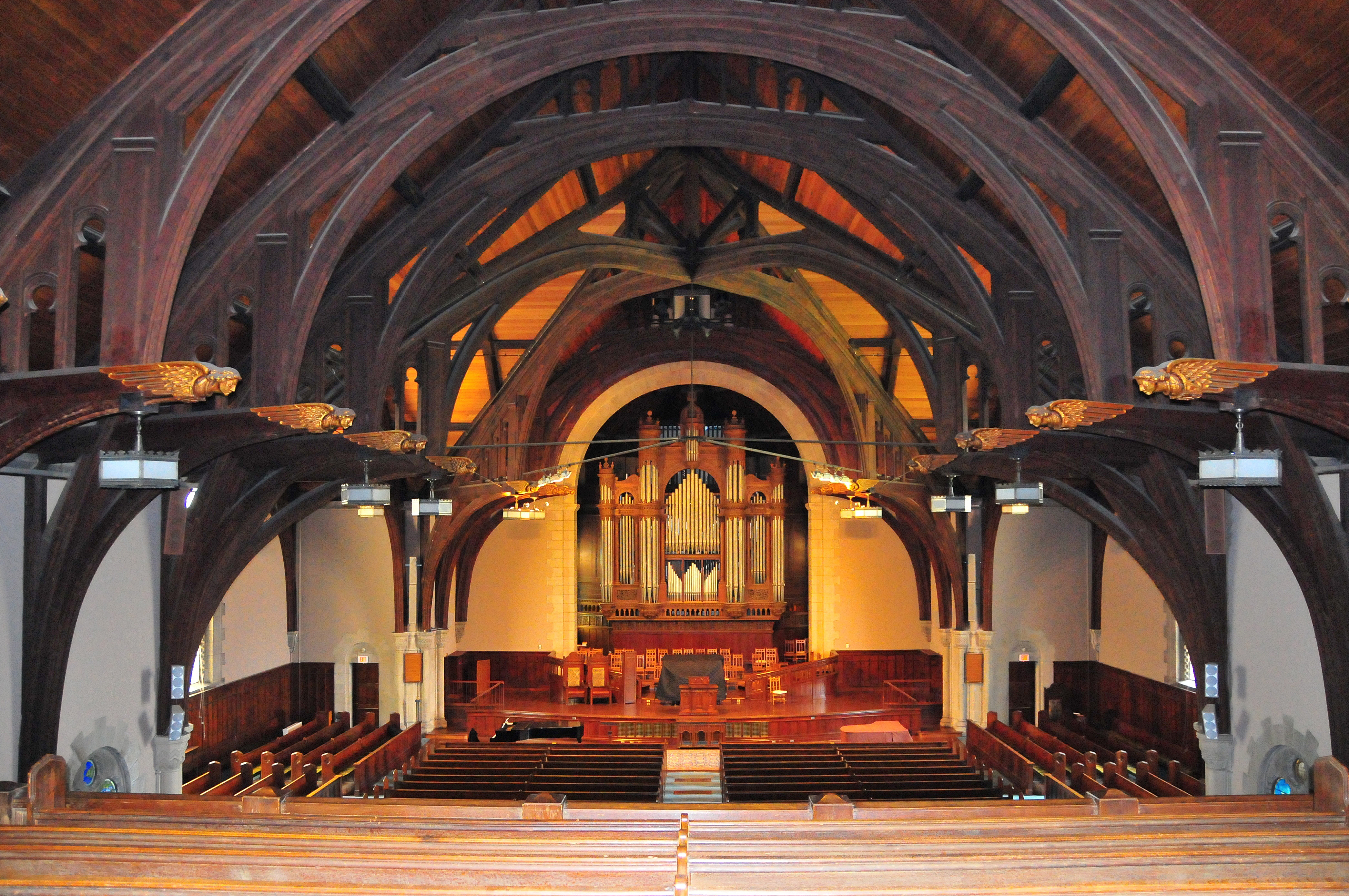
Interior of the Vassar Chapel
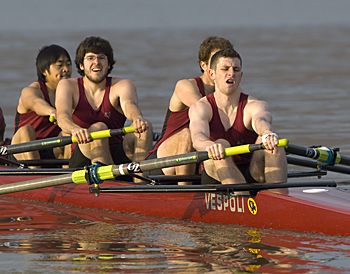
Men's rowing team
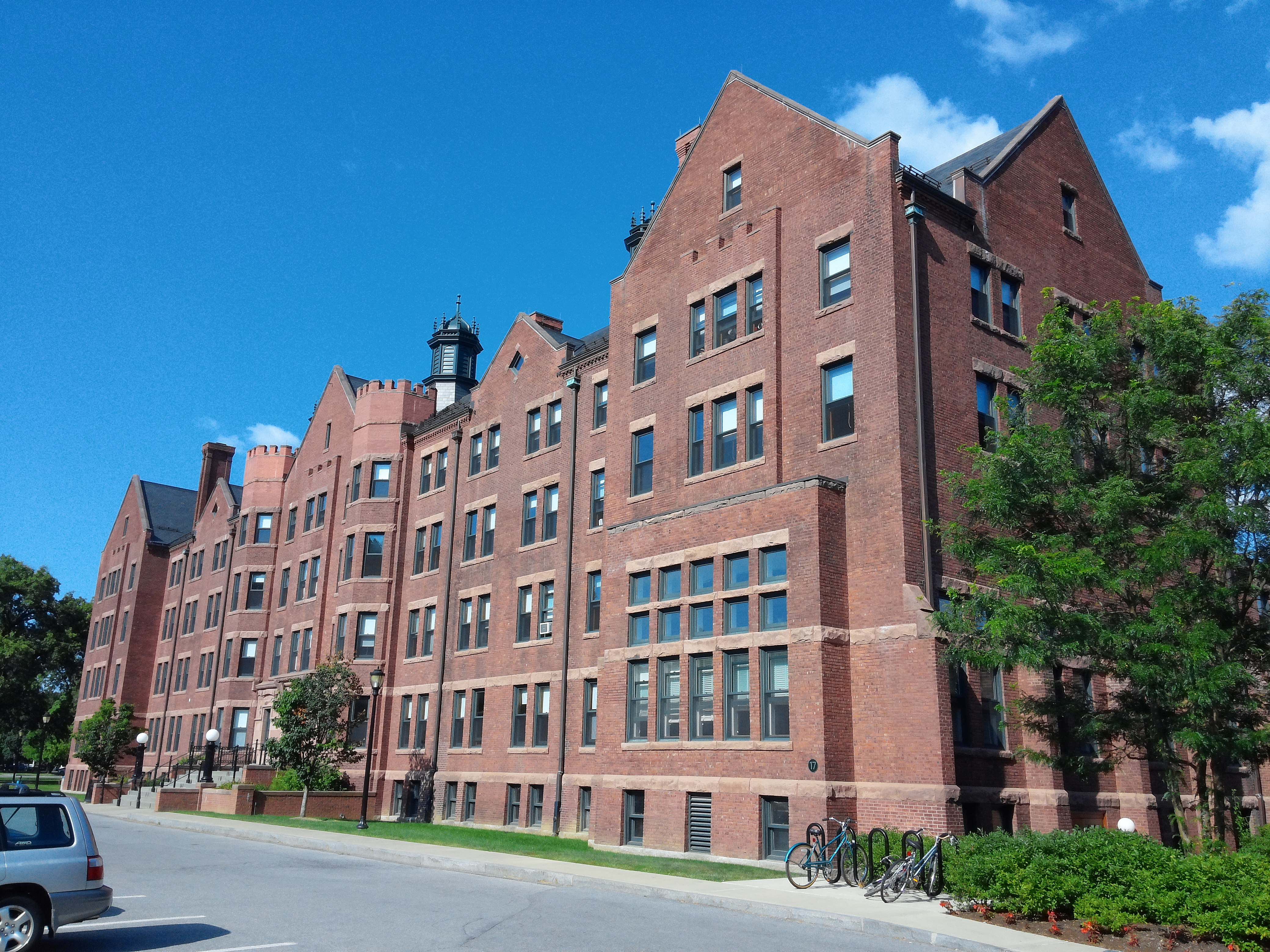
Davison House
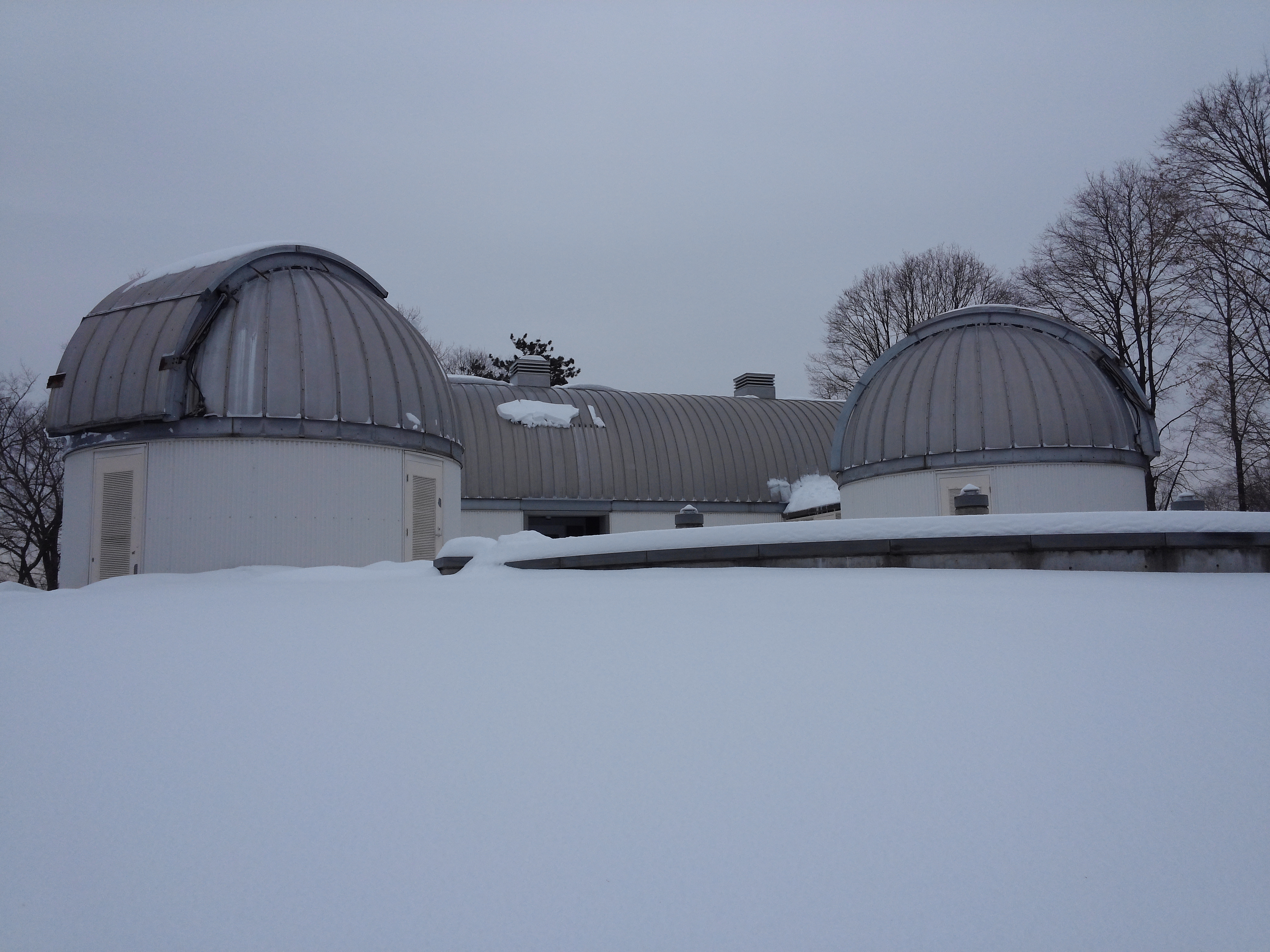
Class of 1951 Observatory
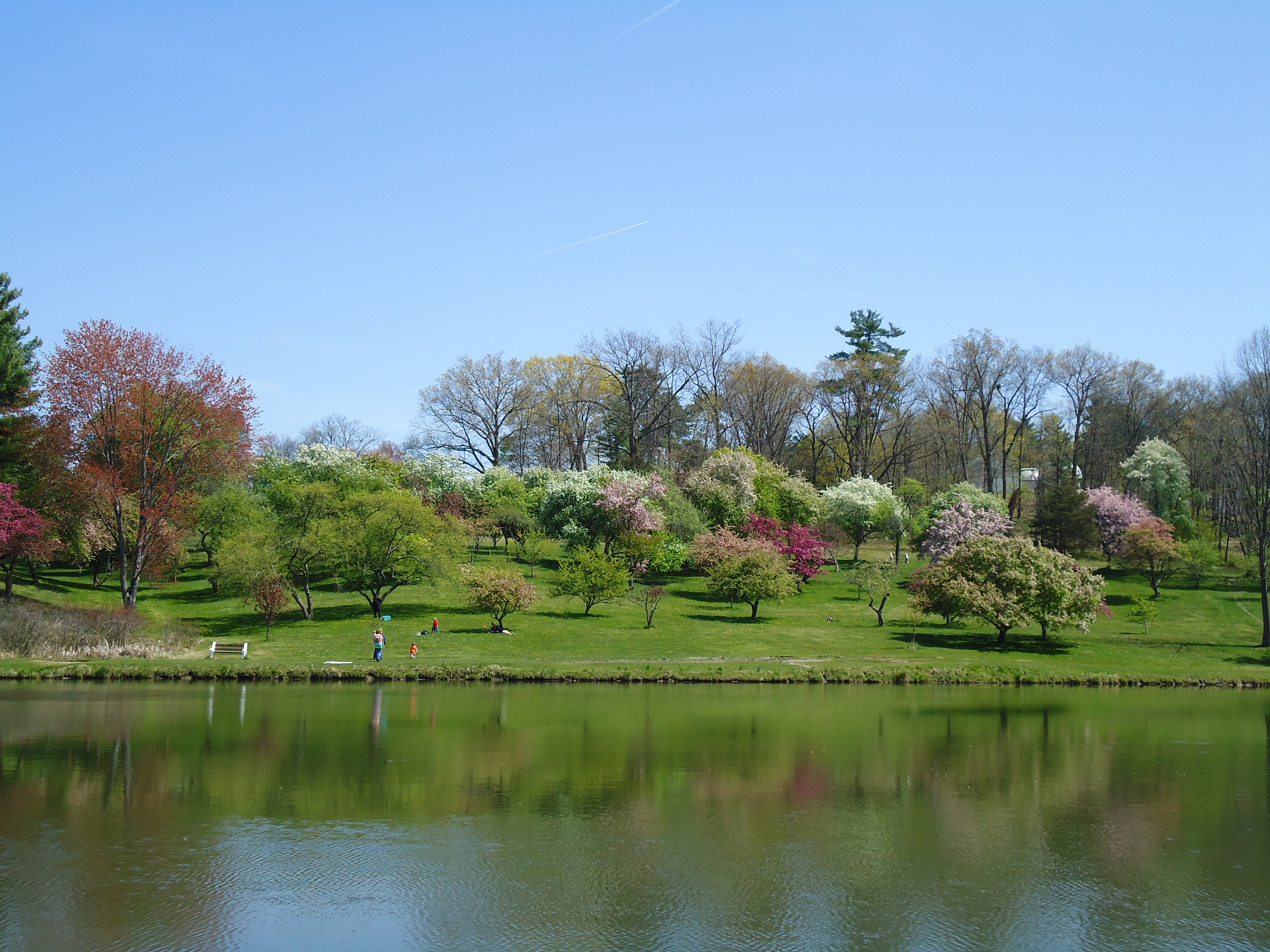
Sunset Lake
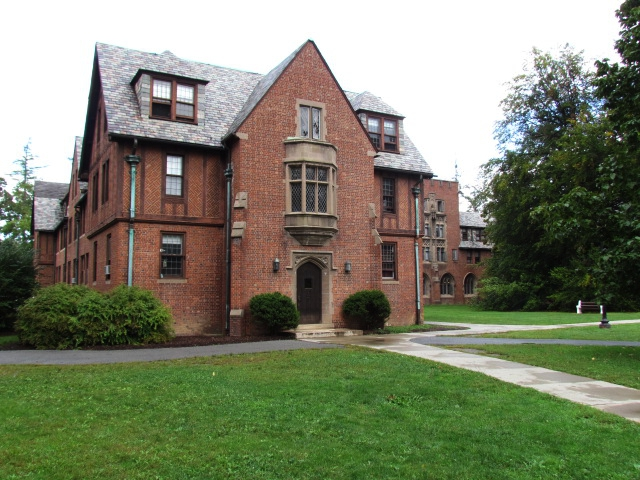
Cushing House
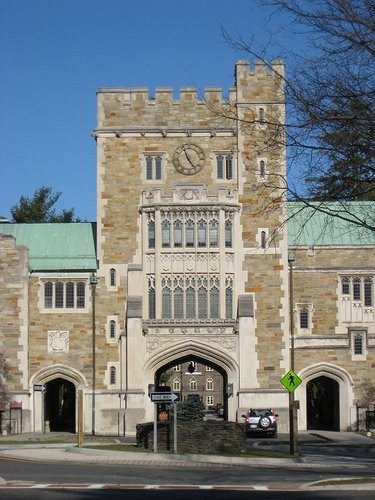
Taylor Hall main gate
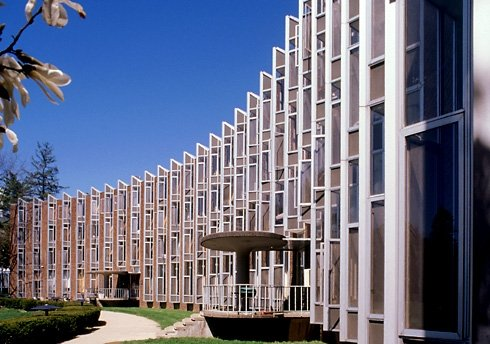
Noyes House
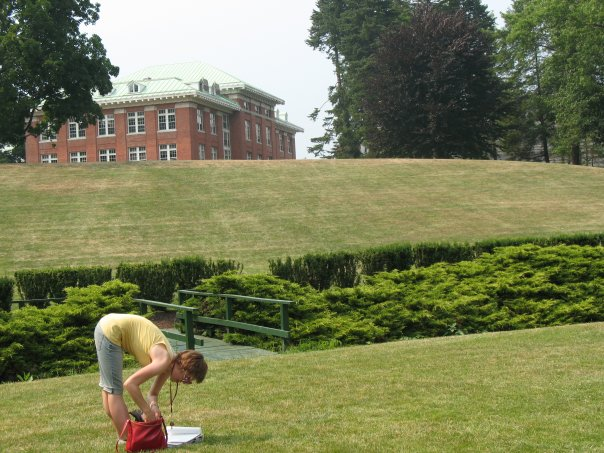
Looking up Sunset Hill towards Sanders Physics
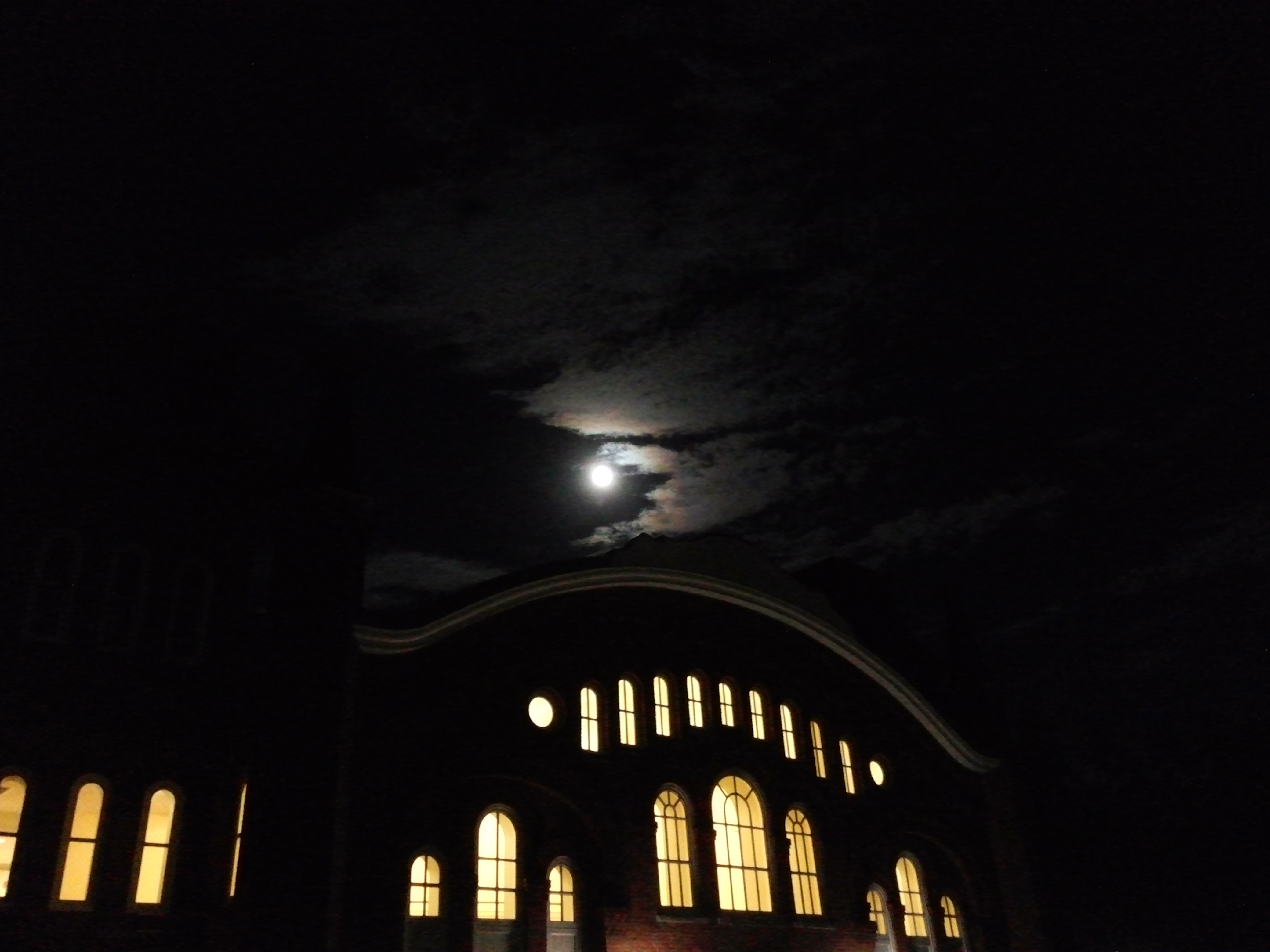
The preserved facade of Avery Hall on the Vogelstein Center for Drama and Film
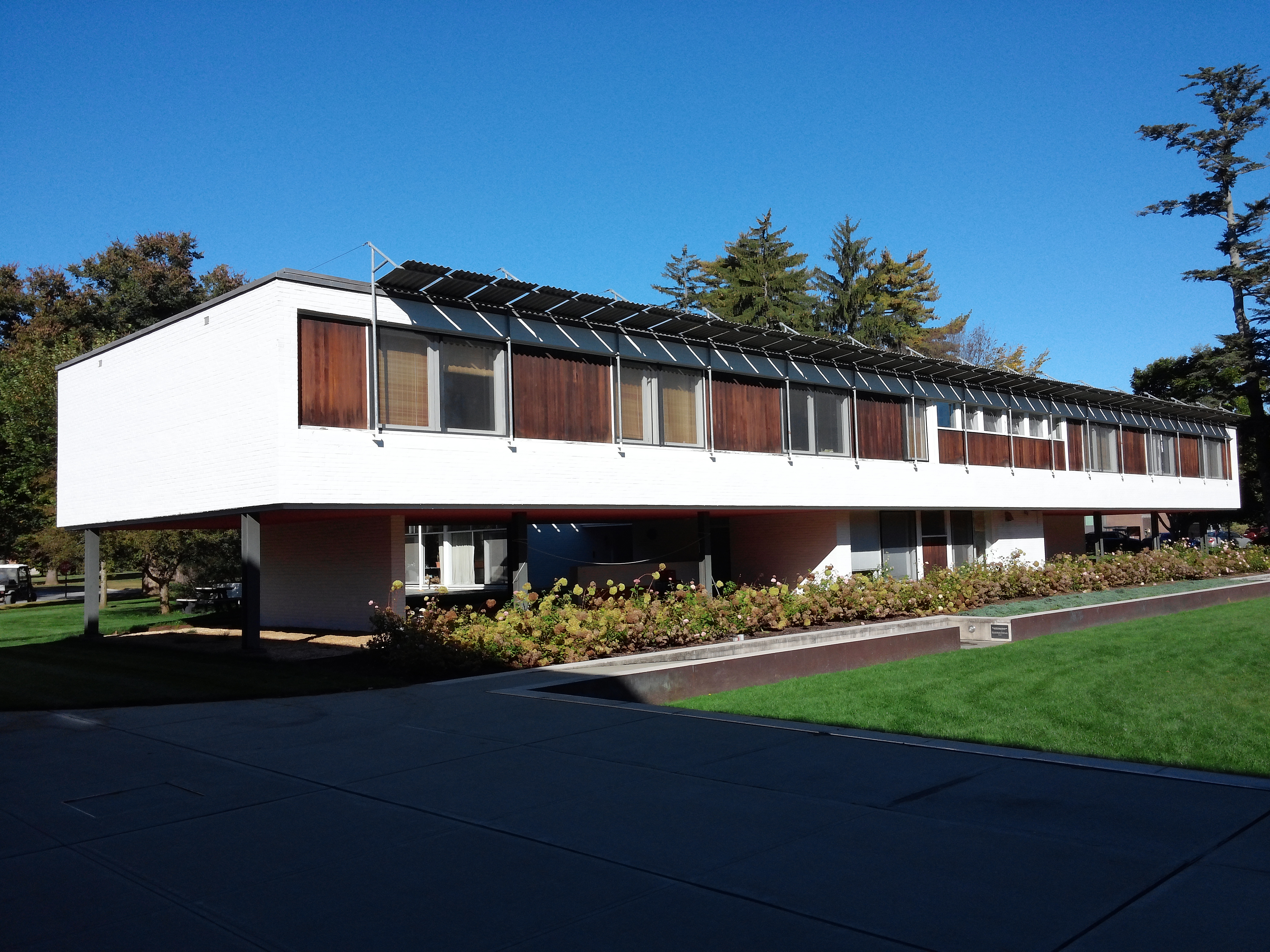
Ferry Cooperative House
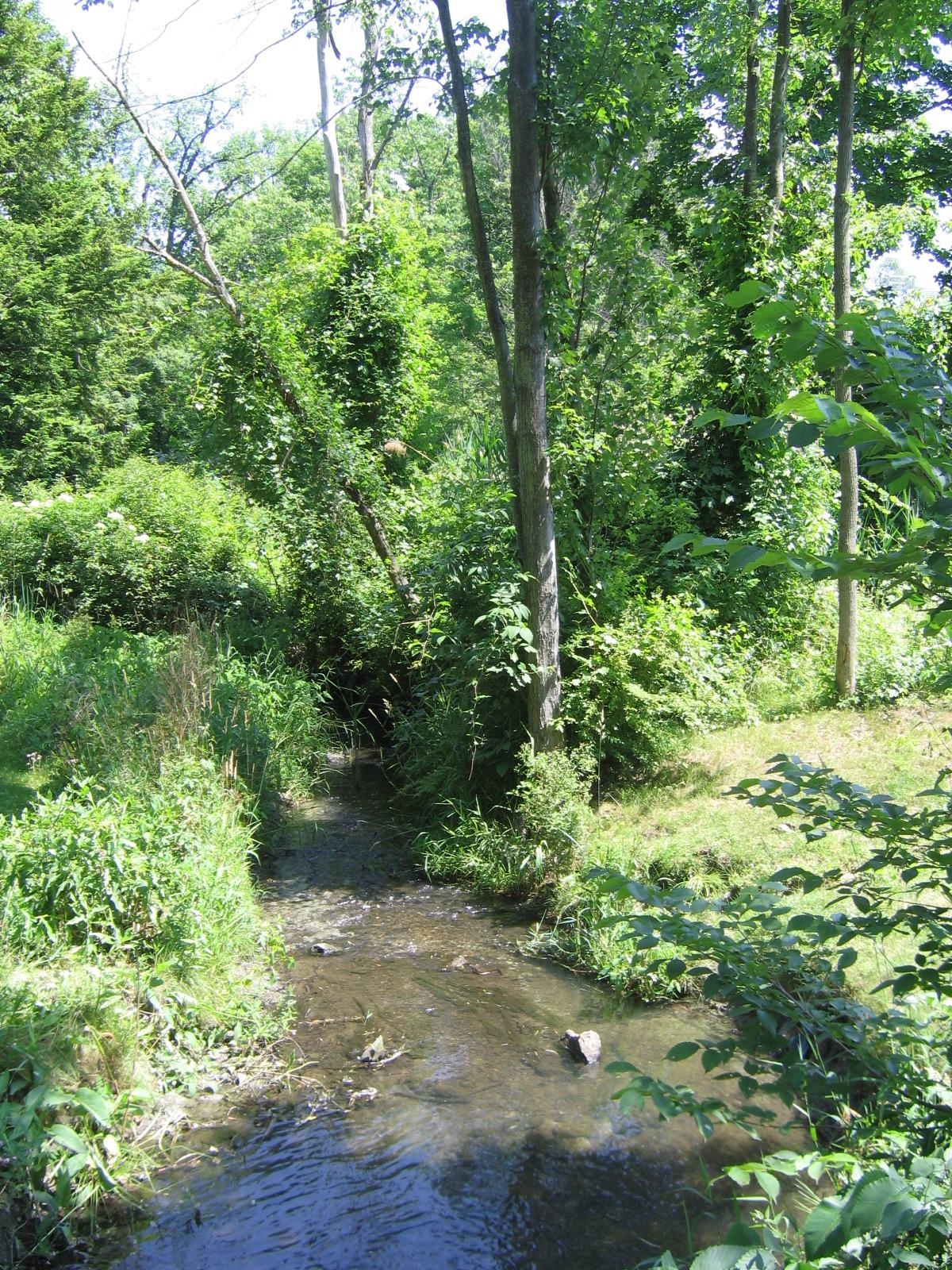
The Fonteyn Kill
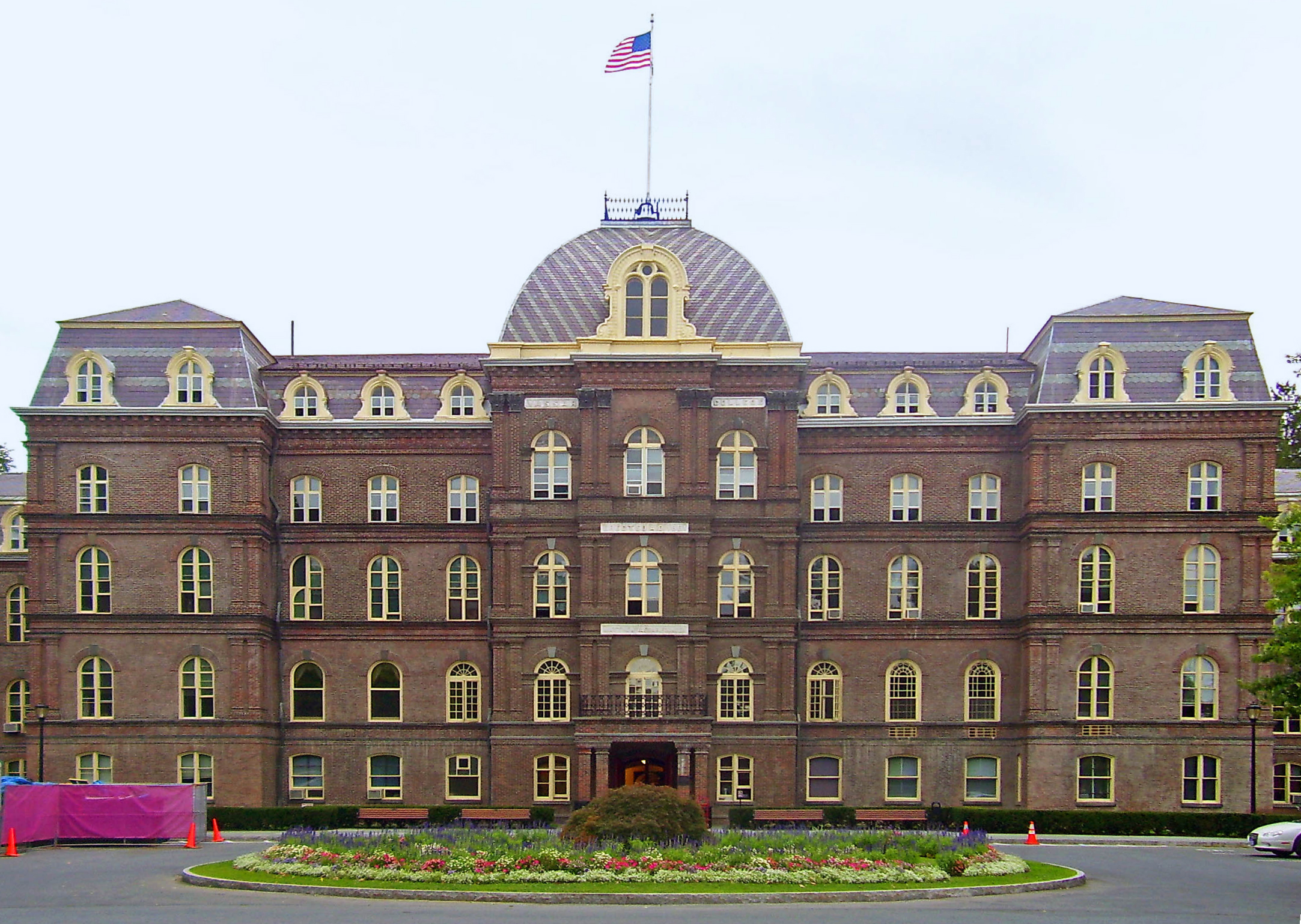
Main Building in 2007, seen from near the entrance to campus